# Кубок Естонії з футболу 2009—2010
Кубок Естонії з футболу 2009—2010 — 20-й розіграш кубкового футбольного турніру в Естонії. Титул вшосте здобула Левадія.

## Календар
| Раунд        | Дата                      | Матчі | Клуби   |
| ------------ | ------------------------- | ----- | ------- |
| Перший раунд | 4—29 липня 2009           | 24    | 88 → 64 |
| 1/32 фіналу  | 4 серпня — 2 вересня 2009 | 32    | 64 → 32 |
| 1/16 фіналу  | 1 вересня — 6 жовтня 2009 | 16    | 32 → 16 |
| 1/8 фіналу   | 6 — 21 листопада 2009     | 8     | 16 → 8  |
| 1/4 фіналу   | 13—14 квітня 2010         | 4     | 8 → 4   |
| 1/2 фіналу   | 27—28 квітня 2010         | 2     | 4 → 2   |
| Фінал        | 11 травня 2010            | 1     | 2 → 1   |

## 1/16 фіналу
| Команда 1              | Рахунок | Команда 2                |
| ---------------------- | ------- | ------------------------ |
| 1 вересня 2009         |         |                          |
| Лоотос (Пилва) (4)     | 2:5     | Курессааре               |
| 2 вересня 2009         |         |                          |
| Виру (3)               | +:-     | HansaNet.ee (5)          |
| Транс (Нарва)          | 13:0    | Хайба (4)                |
| Калев (Таллінн)        | 2:0     | Коеру (4)                |
| ЕМУ (5)                | 0:5     | Флора-2 (2)              |
| Аякс Ласнамяе (2)      | 0:3     | Лоотус (Кохтла-Ярве) (2) |
| Нимме Калью            | 5:0     | Тулевик-2 (Вільянді) (2) |
| 8 вересня 2009         |         |                          |
| Калев-2 (Сілламяе) (5) | 0:5     | Левадія                  |
| Варріор (Валга) (2)    | 1:0     | Нимме Калью-2 (3)        |
| Олімпік (Таллінн) (4)  | 2:3     | Таммека (Тарту)          |
| 9 вересня 2009         |         |                          |
| Орбіт (Йихві) (3)      | 1:3     | Ганвікс (Тюрі) (3)       |
| Атлетік (4)            | 2:1 дч  | Естон Вілла (5)          |
| 16 вересня 2009        |         |                          |
| Калев (Сілламяе)       | 3:1 дч  | Тулевик (Вільянді)       |
| 30 вересня 2009        |         |                          |
| Нимме Юнайтед (3)      | 5:2     | Ківіилі Тамме Авто (2)   |
| Пірая (Таллінн) (4)    | 5:3 дч  | Табасалу (3)             |
| 6 жовтня 2009          |         |                          |
| Флора                  | 4:1     | Отепяе (4)               |

## 1/8 фіналу
| Команда 1                | Рахунок | Команда 2           |
| ------------------------ | ------- | ------------------- |
| 6 жовтня 2009            |         |                     |
| Нимме Калью              | 3:1     | Калев (Таллінн)     |
| 7 жовтня 2009            |         |                     |
| Лоотус (Кохтла-Ярве) (2) | 6:0     | Атлетік (4)         |
| 8 жовтня 2009            |         |                     |
| Ганвікс (Тюрі) (3)       | 4:2     | Виру (3)            |
| 10 жовтня 2009           |         |                     |
| Калев (Сілламяе)         | 3:0     | Пірая (Таллінн) (4) |
| 28 жовтня 2009           |         |                     |
| Флора-2 (2)              | 0:1     | Варріор (Валга) (2) |
| Таммека (Тарту)          | 4:0     | Нимме Юнайтед (3)   |
| 14 листопада 2009        |         |                     |
| Транс (Нарва)            | 0:3     | Левадія             |
| 21 листопада 2009        |         |                     |
| Курессааре               | 0:4     | Флора               |

## 1/4 фіналу
| Команда 1            | Рахунок | Команда 2           |
| -------------------- | ------- | ------------------- |
| 13 квітня 2010       |         |                     |
| Флора                | 2:0 дч  | Нимме Калью         |
| 14 квітня 2010       |         |                     |
| Калев (Сілламяе)     | 0:1     | Левадія             |
| Таммека (Тарту)      | 4:1     | Варріор (Валга) (2) |
| Лоотус (Кохтла-Ярве) | 5:0     | Ганвікс (Тюрі) (3)  |

## 1/2 фіналу
| Команда 1      | Рахунок | Команда 2            |
| -------------- | ------- | -------------------- |
| 27 квітня 2010 |         |                      |
| Флора          | 4:1     | Таммека (Тарту)      |
| 28 квітня 2010 |         |                      |
| Левадія        | 2:0     | Лоотус (Кохтла-Ярве) |

## Фінал
| 11 травня 2010 18:45 (EEST) |

| Флора | 0:3 | Левадія                           |
| ----- | --- | --------------------------------- |
|       |     | Пебре 33' Лейтан 61' Дмитрієв 72' |

| Кадріорг, Таллінн Глядачів: 950 Арбітр: Маргус Коттер |